# Сирия на летних Олимпийских играх 1984
Сирия принимала участие в Летних Олимпийских играх 1984 года в Лос-Анджелесе (США) в пятый раз за свою историю, и завоевала одну серебряную медаль. Сборная страны состояла из 9 спортсменов (все — мужчины), которые приняли участие в соревнованиях по боксу, прыжкам в воду, стрельбе, тяжёлой атлетике и борьбе.

## Медалисты
| Медаль  | Имя        | Вид спорта | Дисциплина                         |
| ------- | ---------- | ---------- | ---------------------------------- |
| Серебро | Жозеф Атия | Борьба     | Мужчины, вольная борьба, до 100 кг |